# Marcel Tournier (physicien)
Pour les articles homonymes, voir Marcel Tournier et Tournier.
Marcel Tournier, né à Paris 10e le 23 mars 1888 et mort à Arnouville le 5 février 1964, est un physicien français, diplômé de l'ESPCI en 1909 (25ème promotion),.

## Biographie
Il a été professeur à l'ESPCI et chef de division de recherche à l'ONERA, puis directeur du service Ultrasons du laboratoire de la Marine. 
Il était auparavant préparateur dans le laboratoire de Paul Langevin, après avoir été son élève. 
Il a échangé avec lui une correspondance concernant leur travail de recherche sur les ultrasons. 
Il a publié un hommage à son professeur pour le centième anniversaire de sa naissance.